# Edward Wright (scrittore)
Edward Wright (Hot Springs, 18 dicembre 1939 – Los Angeles, 1º maggio 2015) è stato uno scrittore e giornalista statunitense specializzato in narrativa poliziesca.

## Biografia
Nato nel 1939 a Hot Springs, Arkansas, studia letteratura inglese all'Università Vanderbilt e giornalismo alla Northwestern University; tra le due lauree serve il proprio paese nella United States Navy per tre anni in Vietnam.
Prima di passare alla narrativa, svolge per trent'anni la professione di giornalista; prima per il Chicago Tribune, poi per il Los Angeles Times dove rimane per un ventennio.
Esordisce nel 2003 con Hollywood confidential, primo capitolo della trilogia con protagonista l'ex attore John Ray Horn ora detective privato ambientato negli anni '40 e in seguito pubblica altri due romanzi indipendenti ottenendo svariarti riconoscimenti.
Muore il 1º maggio 2015 all'età di 75 anni al Southern California Hospital di Los Angeles in seguito alle complicazioni di un linfoma.

## Opere principali

### Serie John Ray Horn
- Hollywood confidential (Clea’s Moon), Milano, Sonzogno, 2003 traduzione di Alfredo Colitto ISBN 88-454-2437-5.
- While I Disappear (2004)
- Red Sky Lament (2006)

### Altri romanzi
- Damnation Falls (2007)
- From Blood (2010)

## Premi e riconoscimenti
- Debut Dagger: 2001 con Hollywood confidential
- Premio Shamus per il miglior romanzo in edizione rilegata: 2005 con While I Disappear
- Ellis Peters Historical Award: 2006 con Red Sky Lament
- Premio Barry per il miglior romanzo poliziesco britannico: 2008 con Damnation Falls